# إلياس أحمد (لاعب كريكت)
إلياس أحمد (1953 - ) هو لاعب كريكت باكستاني. لعب مع Sindh cricket team ‏.